# 国道370号

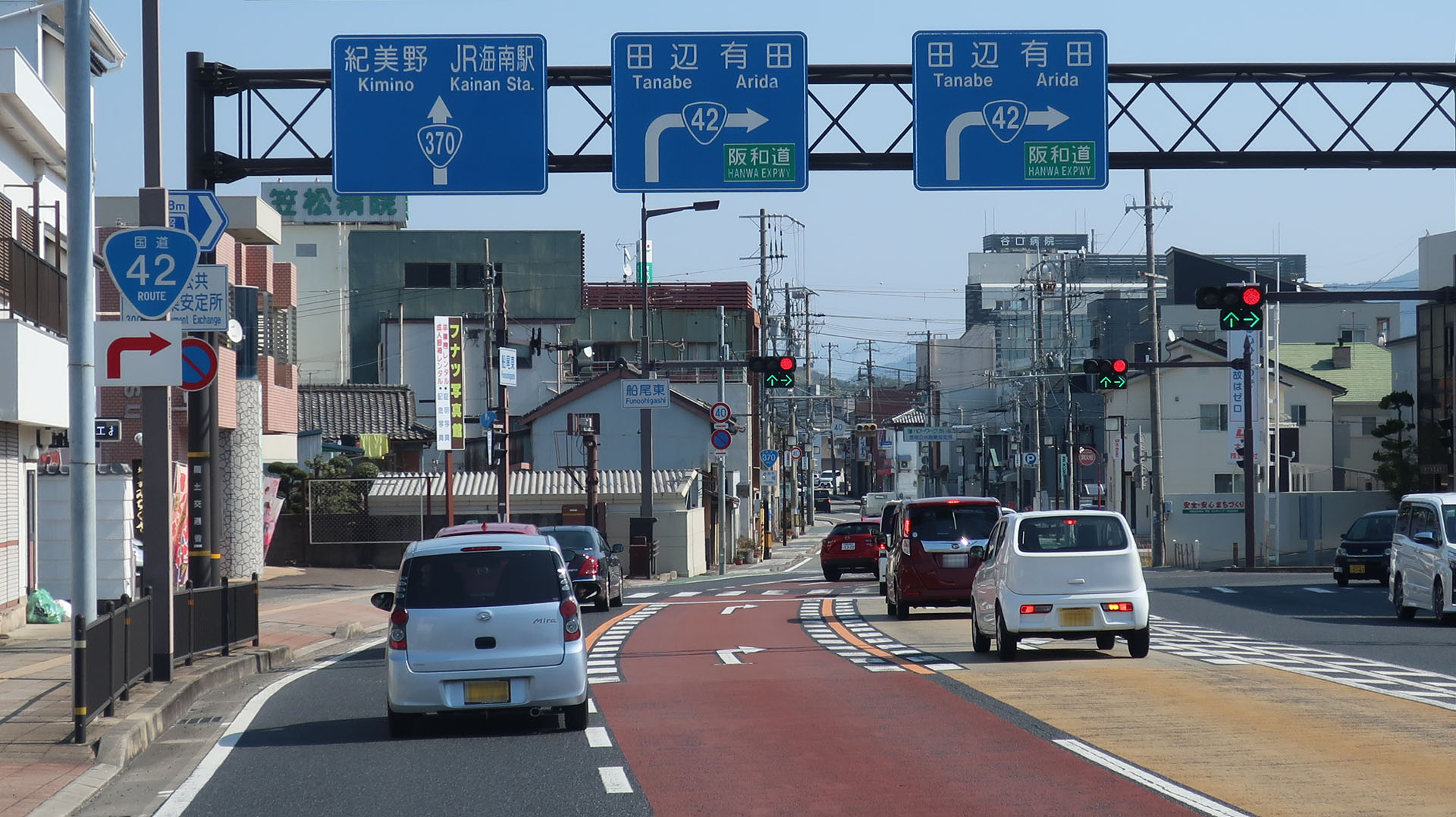
国道370号 起点
和歌山県海南市 船尾東交差点

国道370号（こくどう370ごう）は、和歌山県海南市から奈良県奈良市に至る一般国道である。

## 概要

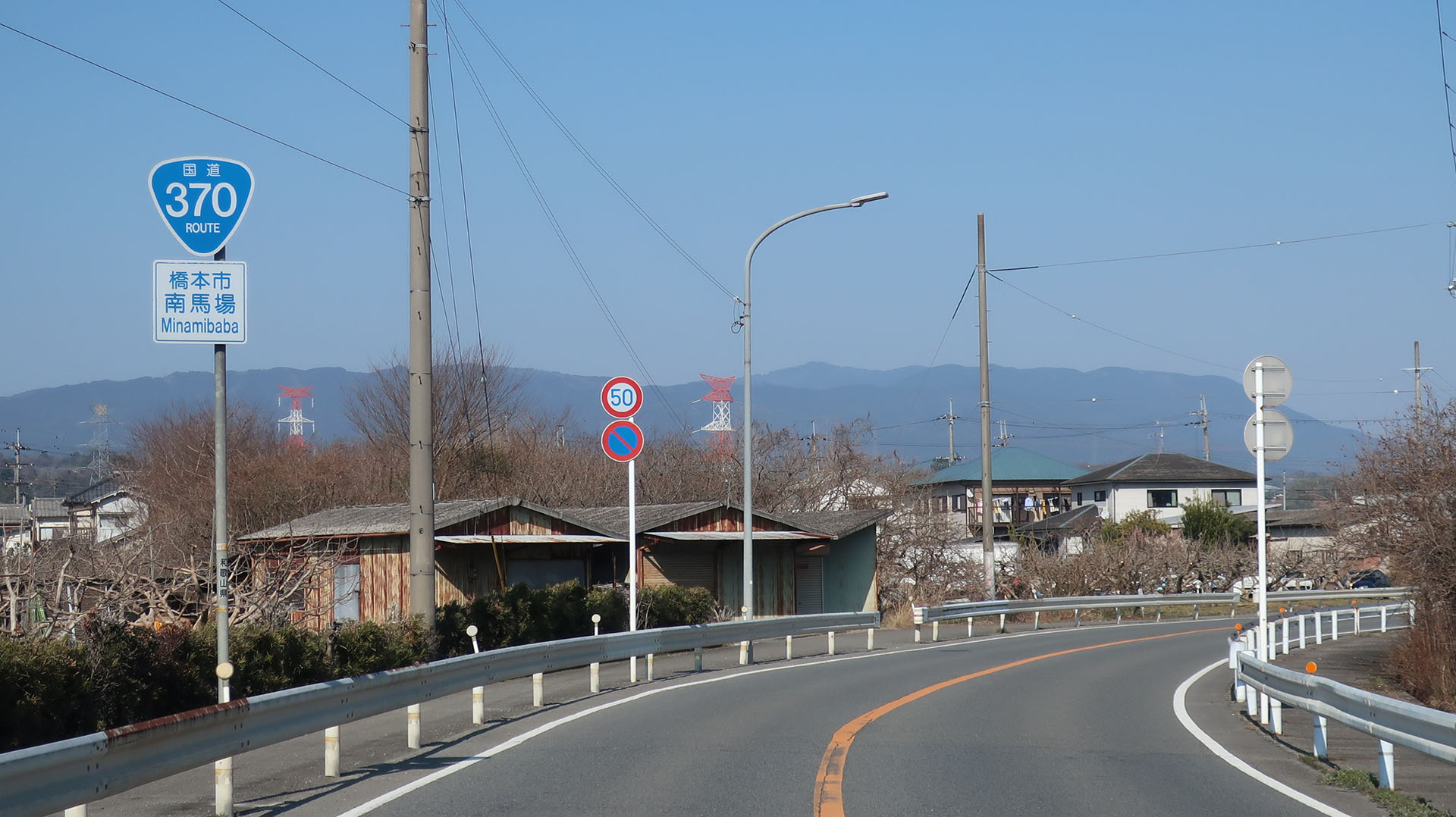
和歌山県橋本市南馬場
（2021年2月撮影）

起点の海南市から、和歌山県北部の伊都（いと）地域（海草郡紀美野町や伊都郡かつらぎ町、高野町、九度山町）を東へ進み、橋本市から奈良県五條市までの区間で国道24号と重複し、宇陀市を経て、同市萩原交差点より先は、国道369号と重複路線となり、終点の奈良市へ至る路線である。
概ね片側一車線（和歌山県の海南市、紀美野町の一部は片側2車線区間）で整備されているが、高野町、九度山町と吉野郡吉野町の一部に、両側一車線の狭路区間がある。

### 路線データ
一般国道の路線を指定する政令に基づく起終点および重要な経過地は次のとおり。
- 起点：海南市（船尾東交差点 = 国道42号交点）
- 終点：奈良県山辺郡都祁村[注釈 2]（奈良市・針切交差点 = 国道25号、国道369号交点）
- 重要な経過地：和歌山県伊都郡高野町・橋本市・五條市・奈良県吉野郡大淀町・同郡吉野町・同県宇陀郡大宇陀町[注釈 3]・同郡榛原町[注釈 3]
- 総延長 : 131.1 km（奈良県 47.1 km、和歌山県 84.0 km）重用延長を含む[2][注釈 4]
- 重用延長 : 21.7 km（奈良県 16.7 km、和歌山県 5.0 km）[2][注釈 4]
- 未供用延長 : なし[2][注釈 4]
- 実延長 : 109.3 km（奈良県 30.3 km、和歌山県 79.0 km）[2][注釈 4]
  - 現道 : 91.3 km（奈良県 29.4 km、和歌山県 62.0 km）[2][注釈 4]
  - 旧道 : 1.0 km（奈良県 0.9 km、和歌山県 0.1 km）[2][注釈 4]
  - 新道 : 17.0 km（奈良県 - km、和歌山県 17.0 km）[2][注釈 4]
- 指定区間：国道24号と重複する区間（和歌山県橋本市・橋本一丁目交差点 - 奈良県五條市・三在交差点）[3]

## 歴史
- 1975年（昭和50年）4月1日 - 一般国道370号（和歌山県橋本市 - 奈良県山辺郡都祁村（現：奈良市））
- 1993年（平成5年）4月1日 - 一般国道370号（和歌山県海南市 - 奈良県山辺郡都祁村）
- 2004年（平成16年）8月10日 - 美里バイパスの一部区間の供用を開始する。
- 2007年（平成19年）4月2日 - 毛原トンネルの供用を開始し、当道の延長が約900 m短縮される。
- 2010年（平成22年）9月7日 - 和歌山県海草郡紀美野町福井（美里バイパス起点）から下佐々までの約1 km区間が和歌山県道169号奥佐々阪井線から指定替え（和歌山県道169号奥佐々阪井線と重複指定）となる。

## 路線状況

### 和歌山県内

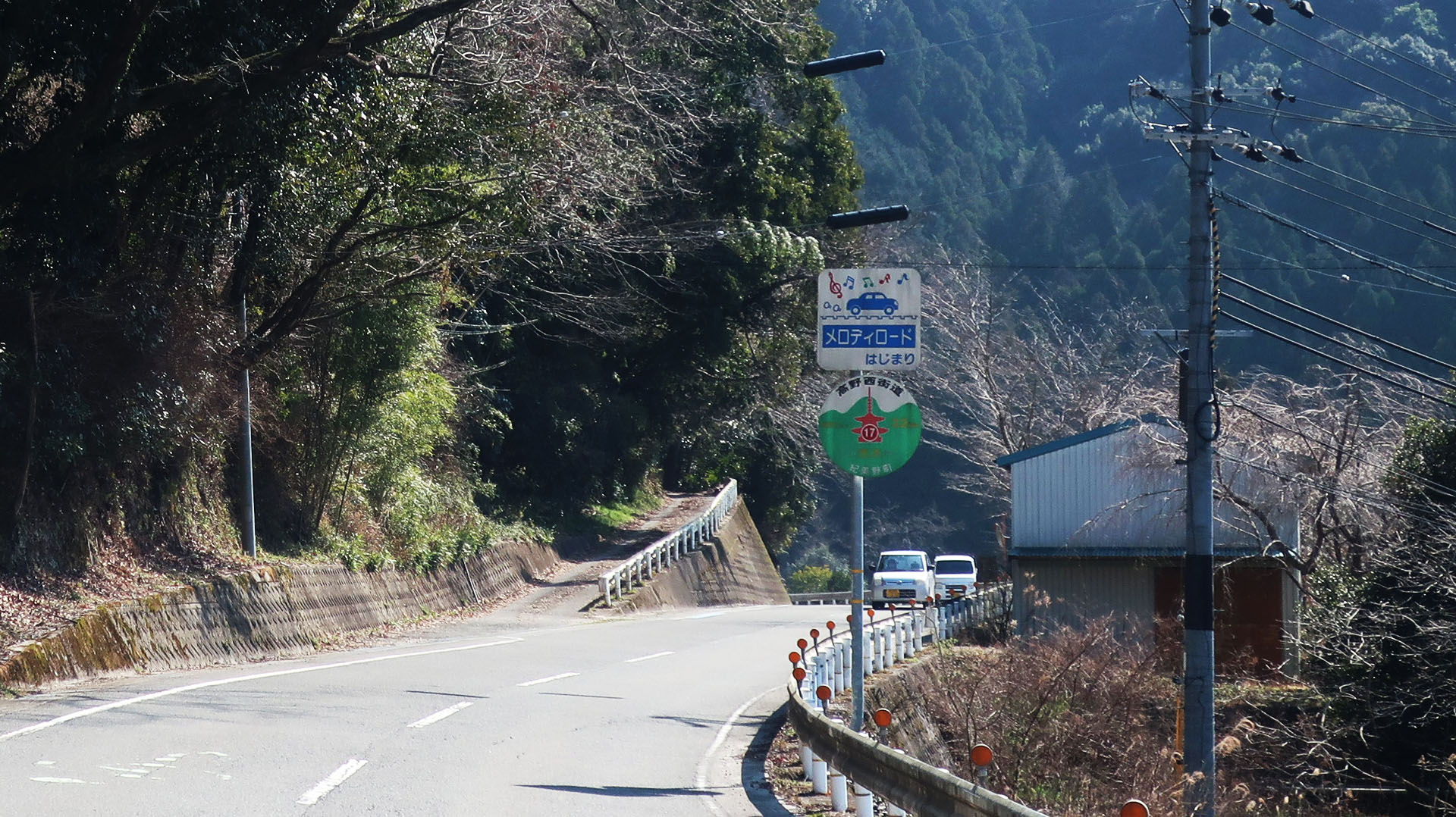
メロディーロードと
高野西街道標識
和歌山県海草郡紀美野町赤木

#### 高野西街道
紀美野町などでは、当道のうち海南市のJR高架橋下から高野町までの区間を高野西街道と名づけて、道路整備や観光振興を図っている。これは、当道が高野山への参詣路の1つであることにちなむ。なお、名称が類似する歴史的な街道「西高野街道」との関連は無い。

#### メロディーロード
紀美野町赤木地区の下り線の舗装に約300 mにわたって溝が設けてあり、タイヤの接地音で音楽が聞こえるものである。曲目は同町内の小中学生向けに行われたアンケート結果を踏まえて『見上げてごらん夜の星を』が選定されている。なお、同様の施設は北海道標津郡標津町にあるが、本州では初の設置である。

#### 高野山道路
伊都郡九度山町 - 伊都郡高野町高野山（当国道は高野町花坂まで）の区間は、1960年（昭和35年） - 1987年（昭和62年）までは高野山道路（有料道路）と呼ばれ、1987年（昭和62年）に無料開放したのちに高野町花坂までを国道370号に、高野町花坂 - 高野町高野山までが国道480号に指定された。

### 奈良県内
吉野町東部の区間は国栖地区の窪垣内交差点まで迂回しており、一部は未整備区間も残る。また、宇陀市大宇陀地区では旧街道の面影を残す区間になっている。

### 別名
- 高野西街道
- 高野山道路

### バイパス
- 重根（しこね）拡幅
  - 和歌山県海南市の重根地区内の道路改良事業。渋滞解消や交通の円滑化のため地域の区画整理事業と連動して行われていた。現在は開通済み[7]。
- 阪井バイパス
  - 和歌山県海南市の阪井地区内の延長2.6 km[8]。2019年（令和元年）6月22日に開通[9]。
- 木津バイパス
  - 和歌山県海南市沖野々と同市木津（国道424号との重複区間）を結ぶ全長0.9 kmの道路。幅員7 m・両側2車線。2017年（平成29年）3月4日開通。
- 海南市野上中 - 海草郡紀美野町下佐々
  - 和歌山県海南市野上中から海草郡紀美野町下佐々の区間は幅員が狭く線形不良であったため、延長4.6 kmのバイパス道路を1994年度（平成6年度）から野上電気鉄道の鉄道跡地を活用して和歌山県道169号奥佐々阪井線として整備が行われていた[10]。2011年度（平成23年度）から国道として事業着手され、残りの区間であった小畑 - 動木工区の海草郡紀美野町小畑から同町下佐々を結ぶ1.3 kmの道路が、2015年（平成27年）9月6日に開通したことにより全線開通した[11]。当バイパスの開通前は1車線で対向車の交通が困難であり、通勤通学などで交通量の増える7時 - 9時と17時 - 19時の間は大型車の通行止めの規制があったが、当バイパスの開通により全線2車線で自転車通行が可能である歩道が整備され規制は解除された[12]。
- 美里（みさと）バイパス
  - 和歌山県海草郡紀美野町福井（小川橋南詰）から同町大角（平成大橋）を結ぶ延長約4.3 kmの道路[13]。1999年度（平成11年度）に事業着手された[13]。線形不良および狭隘区間の解消を目的として事業着手された。多くの区間が野上電鉄の工事の進んでいた未成線の路盤や予定地を流用している。2004年8月10日に福井から福田の間（約1.6 km）が、2007年（平成19年）4月2日[14]に福田から野中の間（約0.8 km）が、2009年（平成21年）9月8日に野中から神野市場の間（約0.6 km）がそれぞれ供用開始され、2012年（平成24年）12月26日に神野市場から大角の間（約1.3 km）が供用開始し全線開通した[13]。
- 美里2バイパス
  - 和歌山県海草郡紀美野町大角から同町赤木を結ぶ延長2.7 km道路である[15][10][16]。2023年（令和5年）3月5日、大角三尾川大橋 (210.5 m) を含む延長1.4 km区間が開通し、全線開通[15]。
- 美里3バイパス
  - 和歌山県海草郡紀美野町高畑から同町松ヶ峰を結ぶ延長1.1 km道路である[10][16]。2018年（平成30年）3月12日に桂瀬松ヶ峯トンネルを含む延長0.8 kmが開通した[17]。
- 美里4工区
  - 和歌山県海草郡紀美野町田から同町毛原下を結ぶ道路である[10][16]。2022年（令和4年）12月4日に国吉毛原トンネルを含む延長1.4 kmが開通[18]。2024年（令和6年）12月23日には海草郡紀美野町田から同町中までの延長0.5 kmが開通した[19]。
- 小西毛原（こにしけばら）工区
  - 和歌山県海草郡紀美野町小西から同町毛原上に至る延長3.7 km区間での道路改良事業である。両側2車線となっている。2006年度中までに約1.2 kmが供用されていたが、2007年（平成19年）4月2日に毛原トンネル（後述）を含む約0.4 kmが供用され、同区間の旧道と比較して約900 mの短縮が図られた[14]。2012年（平成24年）12月26日に毛原工区（紀美野町毛原中から同町毛原上の約2.7 km）の紀美野町毛原中から同町毛原宮（約0.9 km）が供用開始し、毛原工区は全線開通した[13]。小西工区（紀美野町小西から同町毛原中の約1.1 km）は、2014年（平成26年）12月17日に完成した[20]。
- 花坂拡幅
  - 和歌山県伊都郡高野町花坂地区内での道路拡幅事業である[21]。
- 笠木 - 矢立工区
  - 事業中[16]。
- 椎出工区
  - 事業中[16]。
- 学文路（かむろ）バイパス
  - 和歌山県橋本市の学文路地区内を通る約0.96 km、両側2車線の道路。1997年2月までに0.5 kmが供用[22]されている。

### 重複区間
- 国道424号（和歌山県海南市沖野々[注釈 5]）

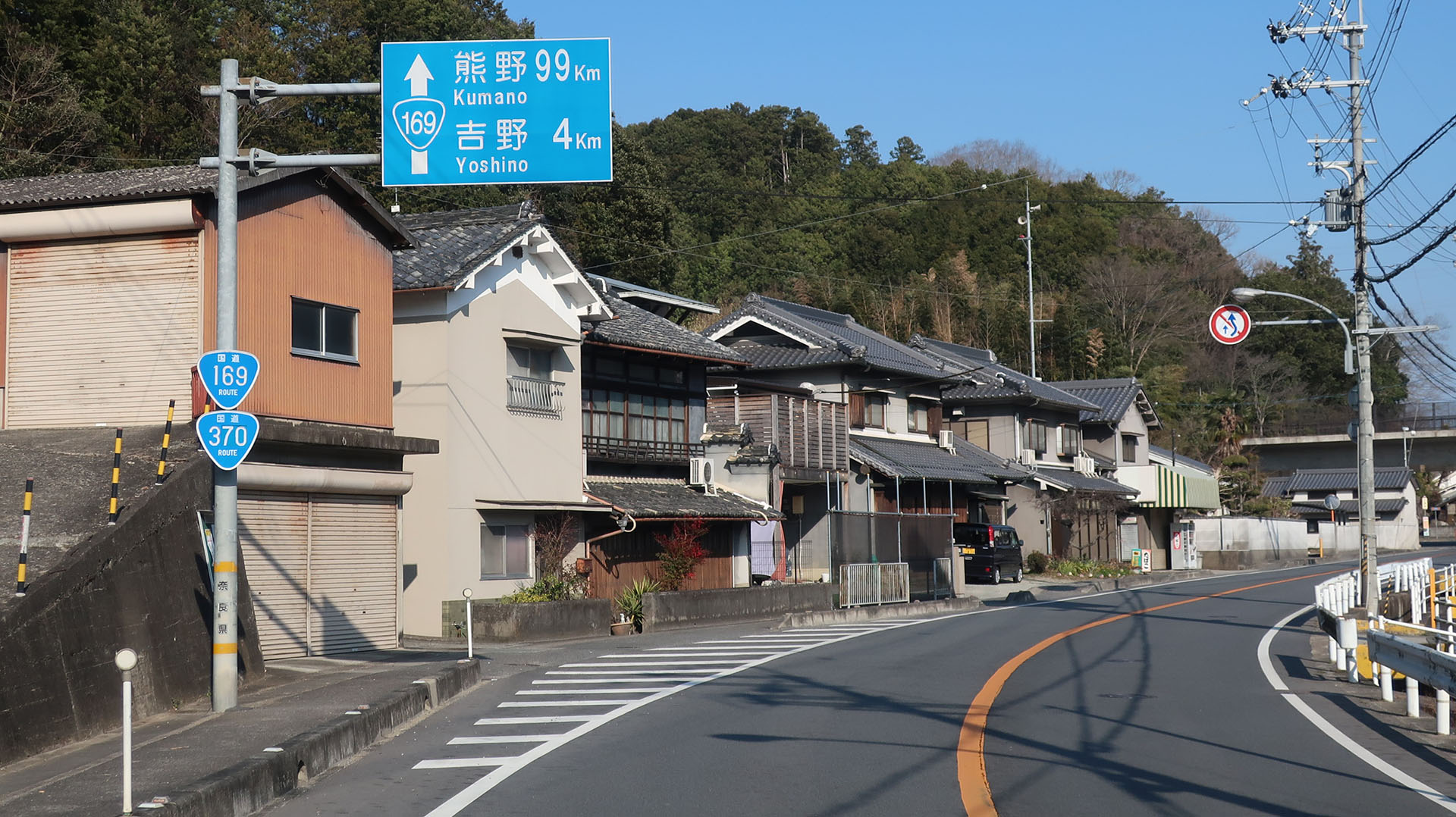
国道169号との重複区間
奈良県吉野郡大淀町新野

- 国道480号（和歌山県伊都郡高野町・花坂西交差点 - 伊都郡高野町・矢立交差点）
- 国道371号（和歌山県橋本市・向副交差点 - 橋本市・橋本一丁目交差点）
- 国道371号バイパス（和歌山県橋本市・清水交差点 - 橋本市・向副交差点）
- 国道24号（和歌山県橋本市・橋本一丁目交差点 - 奈良県五條市・三在交差点）
- 国道168号（奈良県五條市・本陣交差点 - 五條市・三在交差点）
- 国道309号（奈良県大淀町・大淀病院西交差点 - 大淀町・岡崎交差点）
- 国道169号（奈良県大淀町・土田（つった）交差点 - 吉野町・宮滝大橋北詰交差点）
- 国道166号（奈良県宇陀市・拾生交差点 - 宇陀市・内原交差点）
- 国道165号（奈良県宇陀市・萩原交差点 - 宇陀市・福地交差点）
- 国道369号（奈良県宇陀市・萩原交差点 - 奈良市・針切交差点）

### 道路施設

#### トンネル
- 毛原（けばら）トンネル（230 m） - 紀美野町毛原宮と同町毛原上を結ぶトンネル2007年（平成19年）4月2日に供用を開始した[14]。
- 熊坂（くまさか）トンネル - 紀美野町毛原上地区で、貴志川沿いに蛇行した区間を短絡させている。毛原トンネルより早期に供用されている。

## 地理

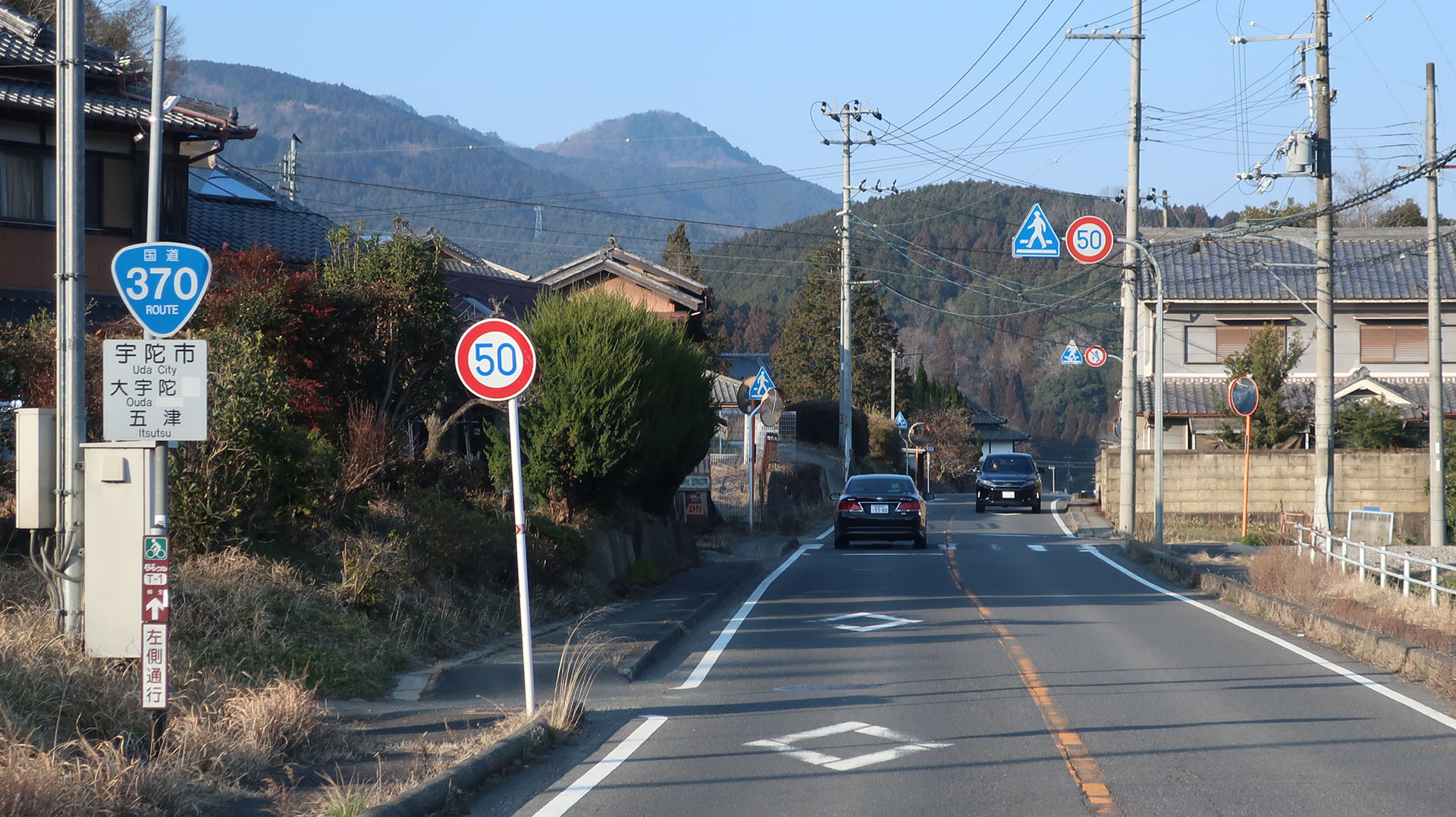
奈良県宇陀市大宇陀五津
（2021年2月撮影）

### 通過する自治体
- 和歌山県
  - 海南市 - 海草郡紀美野町 - 伊都郡かつらぎ町 - 伊都郡高野町 - 伊都郡九度山町 - 橋本市
- 奈良県
  - 五條市 - 吉野郡大淀町 - 吉野郡吉野町 - 宇陀市 - 奈良市

### 交差する道路
| 交差する道路                                  | 都道府県名 | 市町村名 | 市町村名 | 交差する場所           | 備考                                             |
| --------------------------------------------- | ---------- | -------- | -------- | ---------------------- | ------------------------------------------------ |
| 国道42号                                      | 和歌山県   | 海南市   | 海南市   | 船尾東                 |                                                  |
| 和歌山県道18号海南金屋線 阪和自動車道海南東IC | 和歌山県   | 海南市   | 海南市   | 幡川                   | ※ICとは和歌山県道18号海南金屋線を介して接続      |
| 和歌山県道18号海南金屋線                      | 和歌山県   | 海南市   | 海南市   | 重根南                 |                                                  |
| 国道424号                                     | 和歌山県   | 海南市   | 海南市   | 沖野々                 | ※ここから海南市野上新橋西詰まで国道424号と重複   |
| 国道424号                                     | 和歌山県   | 海南市   | 海南市   | 野上新橋西詰           |                                                  |
| 和歌山県道10号岩出野上線                      | 和歌山県   | 海草郡   | 紀美野町 | 動木                   |                                                  |
| 和歌山県道4号高野口野上線                     | 和歌山県   | 海草郡   | 紀美野町 | （松瀬）               |                                                  |
| 和歌山県道19号美里龍神線                      | 和歌山県   | 海草郡   | 紀美野町 | （樋下）               |                                                  |
| 国道480号                                     | 和歌山県   | 伊都郡   | 高野町   | 花坂西                 | ※ここから高野町矢立まで国道480号と重複           |
| 国道480号                                     | 和歌山県   | 伊都郡   | 高野町   | 矢立                   |                                                  |
| 和歌山県道13号和歌山橋本線                    | 和歌山県   | 伊都郡   | 九度山町 | 九度山                 |                                                  |
| 国道371号                                     | 和歌山県   | 橋本市   | 橋本市   | 清水                   | ※ここから橋本市向副まで国道371号と重複           |
| 国道371号                                     | 和歌山県   | 橋本市   | 橋本市   | 向副                   |                                                  |
| 和歌山県道・奈良県道55号橋本五條線            | 和歌山県   | 橋本市   | 橋本市   | 橋本橋南詰             |                                                  |
| 国道24号                                      | 和歌山県   | 橋本市   | 橋本市   | 橋本一丁目             | ※ここから奈良県五條市三在まで国道24号と重複      |
| 国道168号 国道310号                           | 奈良県     | 五條市   | 五條市   | 本陣                   | ※ここから五條市三在まで国道24号、国道168号と重複 |
| 奈良県道39号五條吉野線                        | 奈良県     | 五條市   | 五條市   | 今井町                 |                                                  |
| 国道24号                                      | 奈良県     | 五條市   | 五條市   | 三在                   |                                                  |
| 奈良県道39号五條吉野線                        | 奈良県     | 吉野郡   | 大淀町   | （佐名伝）             |                                                  |
| 国道309号                                     | 奈良県     | 吉野郡   | 大淀町   | 大淀病院西             | ※ここから大淀町岡崎まで国道309号と重複           |
| 国道309号                                     | 奈良県     | 吉野郡   | 大淀町   | （下渕）               |                                                  |
| 国道309号                                     | 奈良県     | 吉野郡   | 大淀町   | 岡崎                   |                                                  |
| 国道169号                                     | 奈良県     | 吉野郡   | 大淀町   | 土田                   | ※ここから吉野町宮滝大橋北詰まで国道169号と重複   |
| 奈良県道15号桜井明日香吉野線                  | 奈良県     | 吉野郡   | 大淀町   | 美吉野橋北詰           |                                                  |
| 奈良県道39号五條吉野線                        | 奈良県     | 吉野郡   | 大淀町   | 吉野大橋北詰           |                                                  |
| 奈良県道37号桜井吉野線                        | 奈良県     | 吉野郡   | 吉野町   | 桜橋北詰               |                                                  |
| 奈良県道15号桜井明日香吉野線                  | 奈良県     | 吉野郡   | 吉野町   | 河原屋西               |                                                  |
| 奈良県道28号吉野室生寺針線                    | 奈良県     | 吉野郡   | 吉野町   | 河原屋                 |                                                  |
| 奈良県道39号五條吉野線                        | 奈良県     | 吉野郡   | 吉野町   | 宮滝                   |                                                  |
| 国道169号                                     | 奈良県     | 吉野郡   | 吉野町   | 宮滝大橋北詰           |                                                  |
| 奈良県道16号吉野東吉野線                      | 奈良県     | 吉野郡   | 吉野町   | 窪垣内                 |                                                  |
| 奈良県道28号吉野室生寺針線                    | 奈良県     | 吉野郡   | 吉野町   | 三茶屋                 |                                                  |
| 国道166号                                     | 奈良県     | 宇陀市   | 宇陀市   | 拾生                   | ※ここから宇陀市内原まで国道166号と重複           |
| 国道166号                                     | 奈良県     | 宇陀市   | 宇陀市   | 内原                   |                                                  |
| 奈良県道31号榛原菟田野御杖線                  | 奈良県     | 宇陀市   | 宇陀市   | 榛原駅前               |                                                  |
| 国道165号 国道369号                           | 奈良県     | 宇陀市   | 宇陀市   | 萩原                   | ※ここから宇陀市福地まで国道165号と重複           |
| 国道369号                                     | 奈良県     | 宇陀市   | 宇陀市   | （榛原ひのき坂二丁目） | ※ここから奈良市針インター北まで国道369号と重複   |
| 奈良県道28号吉野室生寺針線                    | 奈良県     | 奈良市   | 奈良市   | 外の橋                 |                                                  |
| 国道25号（名阪国道）                          | 奈良県     | 奈良市   | 奈良市   | 針インター             |                                                  |
| 国道25号 国道369号                            | 奈良県     | 奈良市   | 奈良市   | 針インター北           |                                                  |

※ 交差する場所の括弧書きは地名、それ以外は交差点名・インターチェンジ名で表示。